# 白足澳洲林鼠
白足澳洲林鼠（学名：Conilurus albipes），又名白足兔鼠，是一種已滅絕的齧齒動物。牠們原於澳洲的阿德萊德至悉尼的林地，但後來只发现于澳洲東南部。牠們大小如小貓，是澳洲原產最大的齧齒類之一。牠們是夜間活動的，棲息在樹上。牠們會用葉子及草在桉樹上築巢。幼鼠會掛在母鼠的乳頭上。
悉尼原住民稱呼白足澳洲林鼠為「兔餅」。牠們於1788年在殖民的店舖內造成很多問題。最後的標本是於1845年發現，但亦有指於1856年或1857年間，甚至於1930年代見過牠們。牠們的消失可能是因大家鼠帶來的傳染病或與之競爭、家貓的掠食及失去棲息地所致。